# Gaetano Bresci
Gaetano Bresci (1869. – 1901.) bio je atentator na talijanskog kralja Umberta I.

## Rođenje, djetinjstvo, mladost
Bresci je rođen u talijanskoj pokrajini Toskani. Bio je sin skromnog obrtnika. Nakon pohađanja stručnih škola postao je tkalac. Nekoliko je puta bio procesuiran i osuđivan, počevši od 1892. godine, zbog sudjelovanja u štrajkovima i radničkim manifestacijama. Upisan u policijske dosjee kao anarhist, više se nije uspio zaposliti.

## Atentat na talijanskog kralja
Godine 1897. emigrirao je u SAD i u tom razdoblju održavao je kontakte s mnogim ličnostima međunarodnog anarhizma, okolnost koja će kasnije potkrijepiti tezu – nikad dokaznu – da Bresci nije djelovao sam već da je bio dio veće urote. U talijanskom kralju Umbertu I. (1844. – 1900.) prepoznao je osobu odgovornu za krvave represalije do kojih je došlo 1894. i 1898. godine. Vrativši se u Italiju u lipnju 1900. godine, ubija kralja u Monzi 29. srpnja. Osuđen je na doživotni zatvor, a 22. svibnja 1901. pronađen je mrtav u svojoj ćeliji u zatvoru u Porto Santo Stefano na istoimenom otoku u Tirenskom moru. Okolnosti pod kojima je umro nikada nisu do kraja razjašnjene. 